# NGC 418
NGC 418 là một thiên hà xoắn ốc có rào chắn thuộc loại SB (s) c nằm trong chòm sao Ngọc Phu. Nó được phát hiện vào ngày 28 tháng 9 năm 1834 bởi John Herschel. Nó được Dreyer mô tả là "mờ nhạt, khá lớn, tròn, rất sáng hơn một chút ở giữa, phía tây của 2.", cái còn lại là NGC 423.